# Pudding chômeur (film)
 (mars 2016).
Si vous disposez d'ouvrages ou d'articles de référence ou si vous connaissez des sites web de qualité traitant du thème abordé ici, merci de compléter l'article en donnant les références utiles à sa vérifiabilité et en les liant à la section « Notes et références ».
Pour plus de détails, voir Fiche technique et Distribution.
Pudding chômeur est un film canadien réalisé par Gilles Carle, sorti en 1996.

## Fiche technique
- Titre : Pudding chômeur
- Réalisation : Gilles Carle
- Scénario :
- Photographie :
- Montage : Aube Foglia
- Production :
- Société de production :
- Pays :  Canada
- Genre : Comédie
- Durée : 97 minutes
- Dates de sortie : 
  -  Canada : septembre 1996 (Cinéfest Sudbury)

## Distribution
- Chloé Sainte-Marie : Yo-Yo
- Yves Allaire : l'inspecteur Bobby
- France Arbour : Emma
- Patrice Arbour : le notaire
- Louis-Philippe Davignon-Daigneault : Alphonse
- Robert Gravel : l'officier du GTI
- Michel Laprise : Mohamed
- Claude Lemieux : Morelli